# Chieri Torino Volley Club 2012-2013
Questa voce raccoglie le informazioni riguardanti il Chieri Torino Volley Club nelle competizioni ufficiali della stagione 2012-2013.

## Stagione

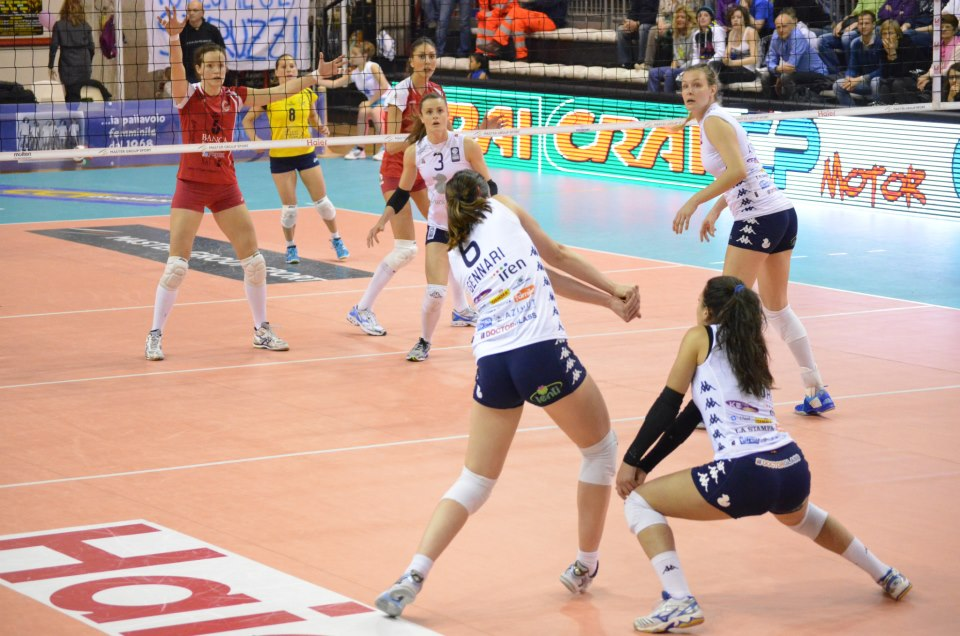
Il Chieri Torino VC in una fase di gioco

La stagione 2012-13 si apre con una serie di cambiamenti nei vertici societari, con lo spostamento della sede da Chieri a Torino e il cambiamento del nome da Chieri Volley a Chieri Torino Volley Club, con sponsorizzazione Duck Farm: viene inoltre completamente rifondata la squadra, con un nuovo allenatore, François Salvagni, poche conferme, come quella del capitano Chiara Borgogno e della giovane palleggiatrice Erica Vietti, e nuovi acquisti, alcuni anche di giocatrici di fama internazionale come Francesca Piccinini e Martina Guiggi, ceduta poi a metà campionato, oltre che Marta Bechis, Monica Ravetta e Indre Sorokaite.
Nonostante la buona squadra costruita, il girone d'andata di campionato è caratterizzato da cinque sconfitte e quattro vittorie, chiuso al settimo posto in classifica, risultato comunque utile per qualificarsi alla Coppa Italia. Anche il girone di ritorno segue lo stesso andamento di quello di andata e il club chiude la regular season al sesto posto; nei quarti di finale dei play-off scudetto incontra il Volley Bergamo: dopo aver perso gara 1 e vinto quella successiva, il passaggio al turno successivo si decide a gara 3, che vede nei primi due set dominare la formazione piemontese ma poi subire la rimonta delle orobiche che si qualificano alle semifinali.
Il settimo posto al termine del girone d'andata in campionato permette al Chieri Torino Volley Club di qualificarsi per i quarti di finale di Coppa Italia: la sfida è contro il River Volley Piacenza, la quale vince sia la partita di andata, che quella di ritorno, eliminando la formazione torinese dalla competizione.

## Organigramma societario
Area direttiva
- Presidente: Maurizio Magnabosco
- Vice presidente: Massimo Perotti, Giuseppe Sbriglio
- Amministratore delegato: Andrea Costa

Area organizzativa
- Team manager: Paolo De Persio
- Direttore sportivo: Marco Pastore

Area tecnica
- Allenatore: François Salvagni
- Allenatore in seconda: Tommaso Barbato
- Assistente allenatore: Maurizia Borri (fino al 19 dicembre 2012), Vittorio Bertini (dall'11 gennaio 2013)
- Scout man: Luca Moncalvo

Area comunicazione
- Ufficio stampa: Paola Strocchio, Alessandro Paolinelli
- Responsabile comunicazione: Nicola Castiglione

Area marketing
- Ufficio marketing: Luca Negro

Area sanitaria
- Responsabile staff medico: Giovanni Ferrero
- Medico: Gippi Ronco
- Preparatore atletico: Simone Mencaccini
- Fisioterapista: Giorgia Valetto

## Rosa
| N° | Nome                | Ruolo | Data di nascita   | Nazionalità sportiva |
| -- | ------------------- | ----- | ----------------- | -------------------- |
| 1  | Laura Frigo         | C     | 26 ottobre 1990   | Italia               |
| 2  | Chiara Borgogno     | C     | 8 febbraio 1984   | Italia               |
| 3  | Marta Bechis        | P     | 4 settembre 1989  | Italia               |
| 5  | Immacolata Sirressi | L     | 19 maggio 1990    | Italia               |
| 6  | Monika Potokar      | S     | 18 settembre 1987 | Slovenia             |
| 6  | Alessia Gennari     | S     | 3 novembre 1991   | Italia               |
| 7  | Martina Guiggi      | C     | 1º giugno 1984    | Italia               |
| 8  | Monica Ravetta      | S/O   | 29 agosto 1985    | Italia               |
| 9  | Indre Sorokaite     | S/O   | 7 luglio 1988     | Lituania             |
| 10 | Amaranta Fernández  | C     | 11 agosto 1983    | Spagna               |
| 11 | Erica Vietti        | P     | 11 novembre 1992  | Italia               |
| 12 | Francesca Piccinini | S     | 10 gennaio 1979   | Italia               |
| 14 | Samanta Fabris      | S/O   | 8 febbraio 1992   | Croazia              |
| 15 | Rossana Zauri       | L     | 9 ottobre 1991    | Italia               |
| 17 | Liesbet Vindevoghel | S     | 29 dicembre 1979  | Belgio               |

## Mercato
| Acquisti | Acquisti            | Acquisti            | Acquisti   |
| R.       | Nome                | da                  | Modalità   |
| -------- | ------------------- | ------------------- | ---------- |
| P        | Marta Bechis        | Asystel             | definitivo |
| S/O      | Samanta Fabris      | Rijeka              | definitivo |
| C        | Amaranta Fernández  | Atom Trefl Sopot    | definitivo |
| C        | Laura Frigo         | River               | definitivo |
| S        | Alessia Gennari     | River               | definitivo |
| C        | Martina Guiggi      | Villa Cortese       | definitivo |
| S        | Francesca Piccinini | Bergamo             | definitivo |
| S        | Monika Potokar      | Branik              | definitivo |
| S/O      | Monica Ravetta      | Zareč'e Odincovo    | definitivo |
| L        | Immacolata Sirressi | Robur Tiboni Urbino | definitivo |
| S        | Liesbet Vindevoghel | BKS                 | definitivo |

| Cessioni | Cessioni           | Cessioni      | Cessioni   |
| R.       | Nome               | a             | Modalità   |
| -------- | ------------------ | ------------- | ---------- |
| S        | Sofia Arimattei    | Forlì Bologna | definitivo |
| L        | Maurizia Borri     | -             | ritirata   |
| C        | Viviana Corvese    | Villanterio   | definitivo |
| S        | Markéta Doležalová | ?             | definitivo |
| P        | Francesca Giogoli  | Telekom Baku  | definitivo |
| S        | Giuliana Grazietti | Bruel Bassano | definitivo |
| C        | Martina Guiggi     | River         | definitivo |
| S/O      | Saskia Hippe       | Prostějov     | definitivo |
| C        | Marija Pavlović    | ?             | definitivo |
| S        | Monika Potokar     | Hainaut       | definitivo |
| S/O      | Indre Sorokaite    | Azərreyl      | definitivo |
| P        | Kathleen Weiß      | Bergamo       | definitivo |
| S        | Antonina Zetova    | -             | ritirata   |

## Risultati

### Serie A1

#### Girone di andata
| 1ª giornata - 21 ottobre 2012 PalaRuffini, Torino      | Chieri Torino       | 3 - 2 | Bergamo           | 25-20, 14-25, 19-25, 25-21, 20-18 |
| 2ª giornata - 28 ottobre 2012 PalaBorsani, Castellanza | Villa Cortese       | 3 - 0 | Chieri Torino     | 25-15, 25-22, 25-21               |
| 3ª giornata - 4 novembre 2012 PalaRuffini, Torino      | Chieri Torino       | 3 - 1 | Robursport Pesaro | 26-24, 27-29, 25-20, 25-21        |
| 4ª giornata - 11 novembre 2012 PalaBanca, Piacenza     | River               | 3 - 0 | Chieri Torino     | 25-21, 25-15, 25-15               |
| 6ª giornata - 24 novembre 2012 PalaDozza, Bologna      | Forlì Bologna       | 1 - 3 | Chieri Torino     | 25-20, 14-25, 15-25, 22-25        |
| 7ª giornata - 2 dicembre 2012 PalaRuffini, Torino      | Chieri Torino       | 1 - 3 | Busto Arsizio     | 20-25, 20-25, 25-18, 19-25        |
| 8ª giornata - 8 dicembre 2012 PalaVerde, Villorba      | Imoco               | 2 - 3 | Chieri Torino     | 28-30, 25-20, 25-22, 13-25, 18-20 |
| 10ª giornata - 22 dicembre 2012 PalaMondolce, Urbino   | Robur Tiboni Urbino | 3 - 1 | Chieri Torino     | 30-32, 27-25, 25-22, 25-15        |
| 11ª giornata - 26 dicembre 2012 PalaRuffini, Torino    | Chieri Torino       | 3 - 1 | Cuatto Giaveno    | 19-25, 25-18, 25-12, 25-16        |

#### Girone di ritorno
| 12ª giornata - 5 gennaio 2013 PalaNorda, Bergamo             | Bergamo           | 2 - 3 | Chieri Torino       | 25-14, 26-28, 22-25, 25-12, 12-15 |
| 13ª giornata - 20 febbraio 2013 PalaRuffini, Torino          | Chieri Torino     | 2 - 3 | Villa Cortese       | 25-23, 23-25, 25-19, 21-25, 9-15  |
| 14ª giornata - 3 febbraio 2013 PalaCampanara, Pesaro         | Robursport Pesaro | 1 - 3 | Chieri Torino       | 25-22, 16-25, 22-25, 24-26        |
| 15ª giornata - 9 febbraio 2013 PalaRuffini, Torino           | Chieri Torino     | 3 - 1 | River               | 25-27, 25-22, 26-24, 25-21        |
| 17ª giornata - 24 febbraio 2013 PalaRuffini, Torino          | Chieri Torino     | 1 - 3 | Forlì Bologna       | 27-25, 22-25, 21-25, 24-26        |
| 18ª giornata - 2 marzo 2013 PalaYamamay, Busto Arsizio       | Busto Arsizio     | 3 - 1 | Chieri Torino       | 25-14, 28-30, 25-17, 25-17        |
| 19ª giornata - 9 marzo 2013 PalaRuffini, Torino              | Chieri Torino     | 3 - 0 | Imoco               | 25-19, 25-14, 25-22               |
| 21ª giornata - 30 marzo 2013 PalaRuffini, Torino             | Chieri Torino     | 1 - 3 | Robur Tiboni Urbino | 25-18, 19-25, 21-25, 19-25        |
| 22ª giornata - 6 aprile 2013 Palazzetto dello Sport, Giaveno | Cuatto Giaveno    | 1 - 3 | Chieri Torino       | 24-26, 25-23, 21-25, 19-25        |

#### Play-off scudetto
| Quarti di finale (gara 1) - 16 aprile 2013 PalaNorda, Bergamo  | Bergamo       | 3 - 1 | Chieri Torino | 25-19, 21-25, 25-22, 25-21        |
| Quarti di finale (gara 2) - 19 aprile 2013 PalaRuffini, Torino | Chieri Torino | 3 - 1 | Bergamo       | 25-19, 30-28, 19-25, 25-23        |
| Quarti di finale (gara 3) - 22 aprile 2013 PalaNorda, Bergamo  | Bergamo       | 3 - 2 | Chieri Torino | 21-25, 22-25, 25-22, 25-22, 15-11 |

### Coppa Italia

#### Fase ad eliminazione diretta
| Quarti di finale (andata) - 8 gennaio 2013 PalaRuffini, Torino   | Chieri Torino | 0 - 3 | River         | 17-25, 24-26, 18-25        |
| Quarti di finale (ritorno) - 13 gennaio 2013 PalaBanca, Piacenza | River         | 1 - 3 | Chieri Torino | 25-20, 19-25, 25-18, 25-19 |

## Statistiche

### Statistiche di squadra
| Competizione | Punti | In casa | In casa | In casa | In trasferta | In trasferta | In trasferta | Totale | Totale | Totale |
| Competizione | Punti | G       | V       | P       | G            | V            | P            | G      | V      | P      |
| ------------ | ----- | ------- | ------- | ------- | ------------ | ------------ | ------------ | ------ | ------ | ------ |
| Serie A1     | 27    | 10      | 6       | 4       | 11           | 5            | 6            | 21     | 11     | 10     |
| Coppa Italia | -     | 1       | 0       | 1       | 1            | 0            | 1            | 2      | 0      | 2      |
| Totale       | -     | 11      | 6       | 5       | 12           | 5            | 7            | 23     | 11     | 12     |

G = partite giocate; V = partite vinte; P = partite perse

### Statistiche dei giocatori
| Giocatore      | Serie A1 | Serie A1 | Serie A1 | Serie A1 | Serie A1 | Coppa Italia | Coppa Italia | Coppa Italia | Coppa Italia | Coppa Italia | Totale | Totale | Totale | Totale | Totale |
| Giocatore      | P        | PT       | AV       | MV       | BV       | P            | PT           | AV           | MV           | BV           | P      | PT     | AV     | MV     | BV     |
| -------------- | -------- | -------- | -------- | -------- | -------- | ------------ | ------------ | ------------ | ------------ | ------------ | ------ | ------ | ------ | ------ | ------ |
| M. Bechis      | 21       | 42       | 21       | 17       | 4        | 2            | 4            | 2            | 1            | 1            | 23     | 46     | 23     | 18     | 5      |
| C. Borgogno    | 18       | 119      | 82       | 34       | 3        | 2            | 8            | 4            | 4            | 0            | 20     | 127    | 86     | 38     | 3      |
| S. Fabris      | 19       | 222      | 181      | 33       | 8        | 2            | 27           | 23           | 4            | 0            | 21     | 249    | 204    | 37     | 8      |
| A. Fernández   | 21       | 212      | 149      | 43       | 20       | 2            | 18           | 16           | 0            | 2            | 23     | 230    | 165    | 43     | 22     |
| L. Frigo       | 7        | 15       | 8        | 7        | 0        | -            | -            | -            | -            | -            | 7      | 15     | 8      | 7      | 0      |
| A. Gennari     | 9        | 83       | 69       | 9        | 5        | -            | -            | -            | -            | -            | 9      | 83     | 69     | 9      | 5      |
| M. Guiggi      | 10       | 86       | 60       | 24       | 2        | 2            | 5            | 5            | 0            | 0            | 12     | 91     | 65     | 24     | 2      |
| F. Piccinini   | 17       | 248      | 230      | 12       | 6        | 2            | 15           | 13           | 2            | 0            | 19     | 263    | 243    | 14     | 6      |
| M. Potokar     | 6        | 3        | 3        | 0        | 0        | 1            | 10           | 9            | 1            | 0            | 7      | 13     | 12     | 1      | 0      |
| M. Ravetta     | 14       | 167      | 135      | 18       | 14       | 2            | 2            | 2            | 0            | 0            | 16     | 169    | 137    | 18     | 14     |
| I. Sirressi    | 21       | -        | -        | -        | -        | 2            | -            | -            | -            | -            | 23     | -      | -      | -      | -      |
| I. Sorokaite   | 7        | 76       | 65       | 8        | 3        | -            | -            | -            | -            | -            | 7      | 76     | 65     | 8      | 3      |
| E. Vietti      | 5        | 0        | 0        | 0        | 0        | 0            | 0            | 0            | 0            | 0            | 5      | 0      | 0      | 0      | 0      |
| L. Vindevoghel | 21       | 207      | 163      | 49       | 4        | 2            | 21           | 13           | 6            | 2            | 23     | 228    | 176    | 55     | 6      |
| R. Zauri       | 21       | -        | -        | -        | -        | 2            | -            | -            | -            | -            | 23     | -      | -      | -      | -      |

P = presenze; PT = punti totali; AV = attacchi vincenti; MV = muri vincenti; BV = battute vincenti